# Mobilize Duo
Mobilize Duo — квадрицикл, выпускаемый с 2024 года подразделением Mobilize компании Renault. Пришёл на смену Renault Twizy.

## Описание
Впервые Mobilize Duo был представлен в 2021 году на мероприятии Viva Tech под названием Mobilize EZ-1. В 2022 году предсерийная версия была представлена на Парижском автосалоне под названием Mobilize Duo. Пассажирская версия получила индекс Duo, а грузовая — Bento.
Mobilize Duo имеет полностью закрытую кабину, изготовленную, в основном, из переработанных материалов. Доступ в автомобиль — бесключевой. Комбинация приборов и функций централизована, по большей части, на одном экране.
Mobilize Duo выпускается в двух модификациях:
- Duo 45 — лёгкий квадроцикл с максимальной скоростью 45 км/ч для подростков от 14 до 18 лет, не требующий для управления водительских прав[36][37].
- Duo 80 — тяжёлый квадрицикл с максимальной скоростью 80 км/ч, требующий для управления водительских прав подкатегории B1[20][38].

Запас хода обеих моделей составляет около 140 км. Зарядка аккумулятора может производиться от домашней электросети или через общественную зарядную станцию.

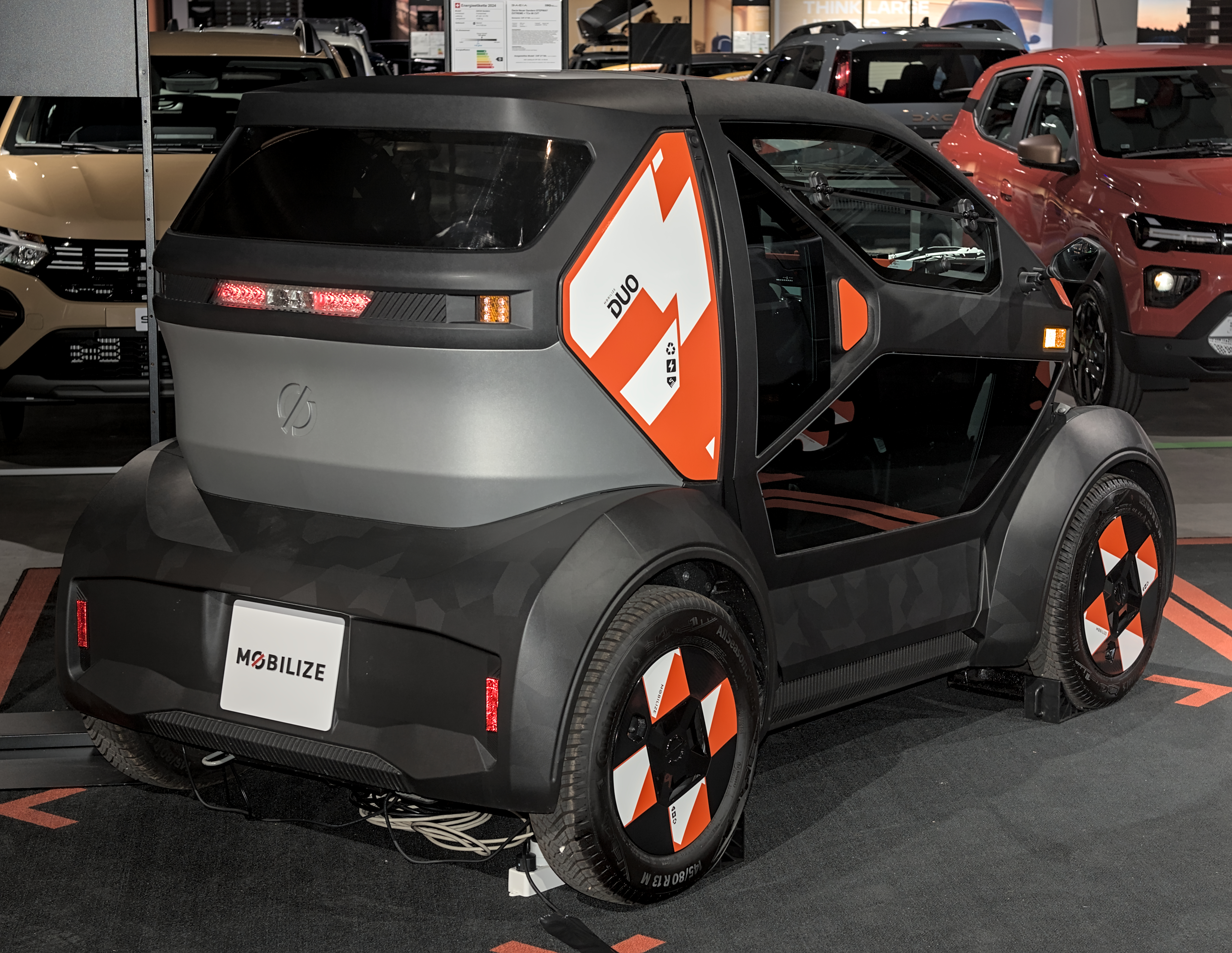
Вид сзади
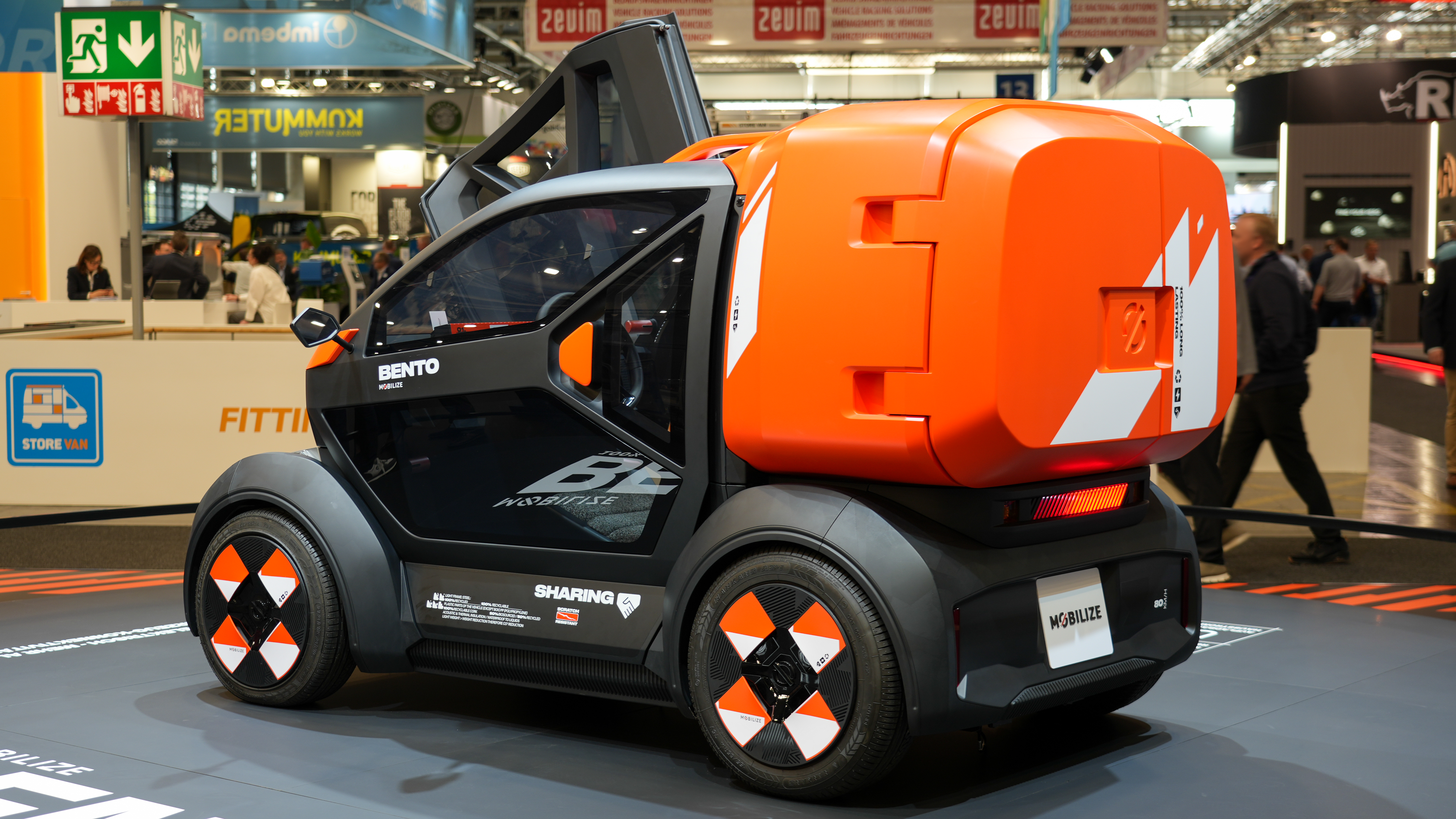
Mobilize Bento